# Deokpo-dong
Deokpo-dong (koreanska: 덕포동) är en stadsdel i staden Busan i den sydöstra delen av Sydkorea, 300 km sydost om huvudstaden Seoul. Den ligger i stadsdistriktet Sasang-gu.

## Indelning
Administrativt är Deokpo-dong indelat i:
| Namn    | Namn              | Yta km² | Invånare 31 dec 2018 |
| ------- | ----------------- | ------- | -------------------- |
| 덕포1동 | Deokpo 1(il)-dong | 0,56    | 10 181               |
| 덕포2동 | Deokpo 2(i)-dong  | 1,60    | 14 243               |